# Marcel Buysse (ciclista 1920)
Marcel Buysse (Deinze, 13 agosto 1920 – Deinze, 27 giugno 2016) è stato un ciclista su strada belga.
Era uno specialista delle classiche del nord Europa, ottenne piazzamenti di rilievo in molte classiche, tra cui il terzo posto alla Liegi-Bastogne-Liegi nel 1957. 
Era figlio di Lucien Buysse (1892-1980), nonché nipote di Marcel Buysse (1889-1939), Cyriel Buysse (1896-1994), e Jules Buysse (1901-1950).

## Palmares
- 1949 (Groene Leeuw/Rochet, una vittoria)

Erembodegem-Terjoden
- 1950 (Groene Leeuw/Rochet, una vittoria)

Giro diSleidinge
- 1950 (Bismarck/Richet/La Gantoise/Groene Leeuw, vittorie)

### Altri successi
- 1950 (Indipendenti, una vittoria)

Sinaai
- 1951 (Groene Leeuw/Rochet, due vittorie)

Critérium de Renaix

## Piazzamenti

### Grandi giri
- Giro d'Italia

1947: 58º
1949: ritirato

### Classiche monumento
- Giro delle Fiandre

1953: 19º
1956: 43º
- Parigi-Roubaix

1954: 22º
- Liegi-Bastogne-Liegi

1949: 27º
1953: 15º
1957: 3º